# Liolaemus escarchadosi
Liolaemus escarchadosi — вид ігуаноподібних ящірок родини Liolaemidae. Мешкає в Аргентині і Чилі.

## Поширення і екологія
Liolaemus escarchadosi мешкають на півдні Патагонії, на півдні аргентинської провінції Санта-Крус та в сусідній районах чилійського регіону Магальянес. Вони живуть в патагонських степах. Зустрічаються на висоті від 40 до 1200 м над рівнем моря.